# Африкански ламантин
Африканските ламантини (Trichechus senegalensis) са вид едри бозайници от семейство Ламантини (Trichechidae).

## Описание
Достигат дължина 4,5 m и маса 360 kg.

## Разпространение
Разпространени са в Западна Африка – по атлантическото крайбрежие от Сенегал до Ангола, както и в големите реки и други сладководни водоеми във вътрешността на континента.

## Хранене
Хранят се главно с растения, които обикновено търсят в близост до водоемите, по-рядко с мекотели и риба.